# 中華民國陸軍步兵第二〇三旅
陸軍步兵第二〇三旅，為中華民國國軍駐守於台南市的陸軍部隊，配屬陸軍第八軍團指揮部。隊名「實踐部隊」。該旅平時負責國防部後備指揮部常備兵役軍事訓練、補充兵接訓、教育（勤務）召集訓練及戰備整備等任務，戰時負責地區守備任務。

## 歷史
- 陸軍步兵第203旅，前身為1955年於嘉義改編之「陸軍預備第8師」。
- 1976年，陸軍預備第8師更銜為「陸軍步兵第43師」；同年，再更銜為「陸軍步兵第108師」。
- 1984年，陸軍步兵第108師整編為「陸軍第146師」。
- 1986年，因應「陸精四號案」第二時期組織調整，陸軍第146師與陸軍第203師番號互換，下轄陸軍步兵第607旅、第608旅及第609旅。88年，因應「精實案」組織調整，陸軍步兵第607旅與第608旅併編為「陸軍步兵第108旅」，陸軍步兵第609旅改編為「陸軍步兵第103旅」。
- 2004年，移編後備司令部，陸軍步兵第108旅更銜為「後備第908旅」，陸軍步兵第103旅更銜為「後備第907旅」。
- 2014年，後備第908旅與後備第907旅移編陸軍司令部併編為「陸軍步兵第203旅」，隊名「實踐部隊」，駐地臺南官田（官田新兵訓練中心）[3]。

## 編制

### 指揮管轄
- 旅長 一位 上校
- 副旅長 一位 上校
- 參謀主任 一位 上校
- 政戰主任 一位 上校
- 監察官 一位 少校
- 保防官 一位 少校
- 心輔官 一位 上尉
- 士官督導長 一位 士官長

#### 直屬單位
- 旅部連
- 通信連
- 工兵連

#### 下轄單位
- 步兵第一營（戰支連+步兵連×3+火力連）
- 步兵第二營（戰支連+步兵連×3+火力連）
- 步兵第三營（戰支連+步兵連×3+火力連）
- 步兵第四營（戰支連+步兵連×3+火力連）
- 步兵第五營（戰支連+步兵連×3+火力連）
- 砲兵營

## 隊徽含義
盾牌外型具有團結鞏固、精實戰力之意；藍、白、紅3色象徵青天、白日、滿地紅，代表矢志效忠國家，並意寓具有犧牲、團結與負責之精神；禾苗代表該旅以培育新進、奠定根基為主要任務；古戰車象徵自強不息、篤行實踐及不斷奔騰、向前邁進的勇士精神。